# ليه ستون
ليه ستون (بالإنجليزية: Les Stone)‏ هو مصور أمريكي، ولد في 18 مايو 1959 في نيويورك في الولايات المتحدة.